# Aspidoscelis opatae
Aspidoscelis opatae е вид влечуго от семейство Teiidae.

## Разпространение
Видът е разпространен в Мексико.